# Крвава недеља (1887)
Крвава недеља је био догађај који се догодио у Лондону, 13. новембра 1887. године, када се гомила демонстраната који су протестовали због незапослености и ирских закона о принуди, као и захтевајући ослобађање посланика Вилијама О'Брајена, сукобила са метрополитанском полицијом. Демонстрације су организовали Социјалдемократска федерација и Ирска национална лига. Дошло је до насилних сукоба између полиције и демонстраната, од којих су многи "наоружани гвозденим шипкама, ножевима, жарачима и гасним цевима". Савремени извештај наводи да је 400 ухапшено, а 75 људи тешко повређено, укључујући многе полицајце, два полицајца су избодена, а један демонстрант бајонетиран.

## Позадина
Гледстоново пристајање на ирску домаћу власт је поделило Либералну партију и олакшало конзервативцима да стекну већину у Доњем дому. Период од 1885. до 1906. био је период доминације Торијеваца, са кратким прекидима. Закони о принуди били су одговор владе Уједињеног Краљевства на узнемирене руралне немире у Ирској, и укључивали су различите степене обуставе грађанских права. Иако је један од циљева демонстрација од 13. новембра био протест због начина на који је конзервативна влада лорда Солзберија решила ситуацију у Ирској, она је имала много шири контекст од тога.
Дуга депресија, која је почела 1873. и трајала скоро до краја века, створила је тешке социјалне услове у Уједињеном Краљевству – слично економским проблемима који су изазвали узнемиреност села у Ирској. Пад цена хране створио је руралну незапосленост, што је резултирало и емиграцијом и унутрашњом миграцијом. Радници су се преселили у мале и веће градове, што је нарушило запосленост, плате и услове рада. До новембра 1887. демонстрације незапослених радника из Ист Енда су се нагомилавале више од две године. Већ је било сукоба са полицијом и са члановима виших клубова. Трафалгар сквер је симболично виђен као тачка на којој се Ист Енд радничке класе сусрео са Вест Ендом више класе у Лондону, жариште класних сукоба и очигледна тачка жаришта.
Ово је привукло пажњу малог, али растућег социјалистичког покрета – марксиста и Социјалдемократске федерације (СДФ) и Социјалистичке лиге, и реформистичких социјалиста Фабијанског друштва. Покушаји полиције и владе да угуше или скрене демонстрације такође су довели радикално крило Либералне партије и активисте за слободу говора из Националног секуларног друштва.
Радничка класа у британским градовима садржавала је много људи ирског порекла. Лондон је, попут индустријских подручја северне Енглеске и западне Шкотске, имао велику ирску радничку класу, концентрисану у Ист Енду, где су се суочавали са све већим бројем Јевреја из источне Европе.

## Демонстрација 13. новембра
Око 30.000 људи, „углавном угледних гледалаца“, опколило је Трафалгар сквер док је најмање 10.000 демонстраната марширало из неколико различитих праваца, предвођених (између осталих) Елизабет Рејнолдс, Џоном Бернсом, Вилијамом Морисом, Ени Безант и Робертом Канингем-Грејемом, који су првенствено били лидери Социјалдемократске федерације. Марширали су и фабијански драматург Џорџ Бернард Шо, Еленор Маркс и Шарлот Вилсон.
Било је отприлике 14.000 полицајаца за 5,5 милиона Лондонаца. Две хиљаде полицајаца и 400 војника распоређено је да зауставе демонстрације. Бернс и Канингем-Грејем су ухапшени и затворени на шест недеља. Ени Безант, која је била марксисткиња, фабијанка и секулариста, говорила је на митингу и понудила се за хапшење, али је полиција то одбила. Од 400 ухапшених, 50 је задржано у притвору.
У неком тренутку Џејмс Комтон Мериведер, шеф фирме Мериведер и син, и присталица конзервативаца, понудио је да користи парну ватрогасну машину од 400 галона у минути као водени топ да очисти протестанте са Трафалгар сквера. Међутим, комесар Метрополитенске полиције, сер Чарлс Ворен је то одбио.
У борбама, многи изгредници су повређени полицијским пендрецима и под копитима полицијских коња. Британска војска послала је снаге од 400 људи, које су се састојале од пешадије и коњице. Иако је пешадија марширана на положаје са причвршћеним бајонетима, није им наређено да отворе ватру, а коњици није наређено да извуче мачеве. Аустралијске новине, конзервативне политичке оријентације, известиле су да су ране које је задобила руља биле мање тешке од ране полицајаца.

## Последице
Следеће недеље, 20. новембра, биле су нове демонстрације и више жртава. Према извештају у партизанском Социјалистичком прегледу, међу њима је био и млади чиновник по имену Алфред Линел, којег је прегазио полицијски коњ, који је умро у болници две недеље касније од компликација разбијене бутине.
Сахрана Линела 18. децембра пружила је још један фокус за незапослене и ирске покрете. Вилијам Морис, лидер Социјалистичке лиге, одржао је главни говор и „залагао се за свети рат како би се спречило да се Лондон претвори у огроман затвор“. Мањи, али сличан догађај обележио је сахрану још једног убијеног, В. Б. Карнера, која се догодила у јануару. Ослобођење затвореника прослављено је 20. фебруара 1888. великим јавним скупом. Хенри Хиндман, лидер СДФ-а, насилно је осудио Либералну партију и присутне посланике радикала.